# 이찬형 (배우)
이찬형(1997년 11월 3일~ )은 대한민국의 남자 배우이다. 과거 축구선수로 활동하였다.

## 출연작

### 드라마
- 미정 플레이리스트 《리필 -lf Only》 - 한재희 역
- 2025년 Wavve 《ONE : 하이스쿨 히어로즈》 - 성욱 역
- 2022년 Seezn 《가우스전자》 - 배수진 역
- 2021년 tvN 《슬기로운 의사생활 시즌2》 - 성영 역
- 2020년 OCN 《경이로운 소문》 - 권수호 역
- 2020년 웹드라마 《진흙탕 연애담 시즌2》 - 지우리 역
- 2020년 tvn 《슬기로운 의사생활》 - 최성영 역
- 2019년 플레이리스트 《리필》 - 한재희 역
- 2019년 스튜디오 크레용 《남사친 말고 남친》 - 김승호 역

### 영화
- 2023년 《용감한 시민》 - 권중 역
- 2024년 《빅토리》 - 동현 역
- 2025년 《강령: 귀신놀이》 - 최동준 역